# Stad voor de Mens
Stad voor de Mens (SVDM) was een Belgische lokale actiegroep en later politieke partij te Turnhout.

## Geschiedenis
De beweging werd in 1973 opgericht met als kernthema's leefmilieu en mobiliteit. Vaak werden er in de Turnhoutse stadskern acties gevoerd die op persaandacht konden rekenen. Tevens werd vanaf november 1974 een tijdschrift uitgegeven.
Vanaf 1976 werd er deelgenomen aan de gemeenteraadsverkiezingen. Bij de stembusgang van 1976 overtuigde SVDM 7,78% van de kiezers, goed voor twee zetels (tevens de eerste groene gemeenteraadsleden in België) in de Turnhoutse gemeenteraad. Verkozenen waren Jan Michiels en Marc De Backer. Bij de verkiezingen van 1982 haalde de partij 13,97% van de uitgebrachte stemmen binnen en werd het aantal raadsleden verdubbeld. Vanaf de verkiezingen van 1988 kwam de partij op onder de naam Agalev, waarvan ze in december 1988 een lokale afdeling werd.